# Sacacaracoles

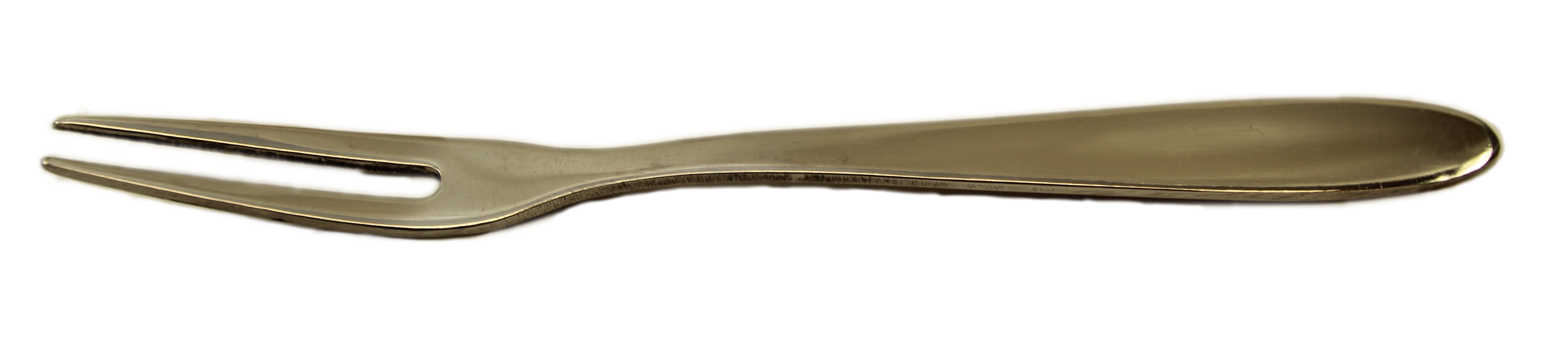
Sacacaracoles

El tenedor para caracoles, o sacacaracoles, es un tipo de tenedor que es más pequeño que un tenedor de mesa ordinario y cuyos dos dientes terminan en una punta cónica para atrapar fácilmente el caracol cocido en su caparazón.
Suele venir con una pinza para caracoles que te permite sujetar la concha sin riesgo de quemarte y ensuciarte los dedos. Los cubiertos para caracoles se encuentran más frecuentemente en hostelería y restauración. Como sustituto casero se usan normalmente mondadientes.